# A Fonte de Louteiro
A Fonte de Louteiro  ist ein Weiler in der Gemeinde Vegadeo der autonomen Region Asturien in Spanien.

## Geographie
A Fonte de Louteiro hat 42 Einwohner (2020) auf einer Fläche von 9,79 km². Die nächste größere Ortschaft ist Vegadeo, der 3,1 km entfernte Hauptort der gleichnamigen Gemeinde. Der Weiler gehört zu dem Parroquia Vegadeo.

## Klima
Angenehm milde Sommer mit ebenfalls milden, selten strengen Wintern. In den Hochlagen können die Winter durchaus streng werden.

## Sehenswertes
- Casa de la Rúa
- Reserva Natural Parcial de la Ría del Eo (Naturpark)